# Éclans-Nenon
Éclans-Nenon ist eine französische Gemeinde mit 373 Einwohnern (Stand 1. Januar 2022) im Département Jura in der Region Bourgogne-Franche-Comté. Sie gehört zum Arrondissement Dole und zum Kanton Authume.

## Geografie
Der Dorfkern befindet sich im Norden der Gemeindegemarkung, die überwiegend bewaldet ist. Dort liegt auch ein kleiner See namens Grand Étang. Im Norden bildet der Fluss Doubs, der dort teilweise gemeinsam mit dem Rhein-Rhône-Kanal verläuft, die Grenze zu Audelange und Lavans-lès-Dole. Die weiteren Nachbargemeinden sind Our im Osten, Santans (Berührungspunkt) im Südosten, La Vieille-Loye im Süden, Belmont (Berührungspunkt) im Südwesten, Falletans im Westen und Rochefort-sur-Nenon im Nordwesten.

## Bevölkerungsentwicklung
| Jahr                       | 1962 | 1968 | 1975 | 1982 | 1990 | 1999 | 2008 | 2018 |
| -------------------------- | ---- | ---- | ---- | ---- | ---- | ---- | ---- | ---- |
| Einwohner                  | 196  | 180  | 198  | 222  | 329  | 383  | 406  | 384  |
| Quellen: Cassini und INSEE |      |      |      |      |      |      |      |      |

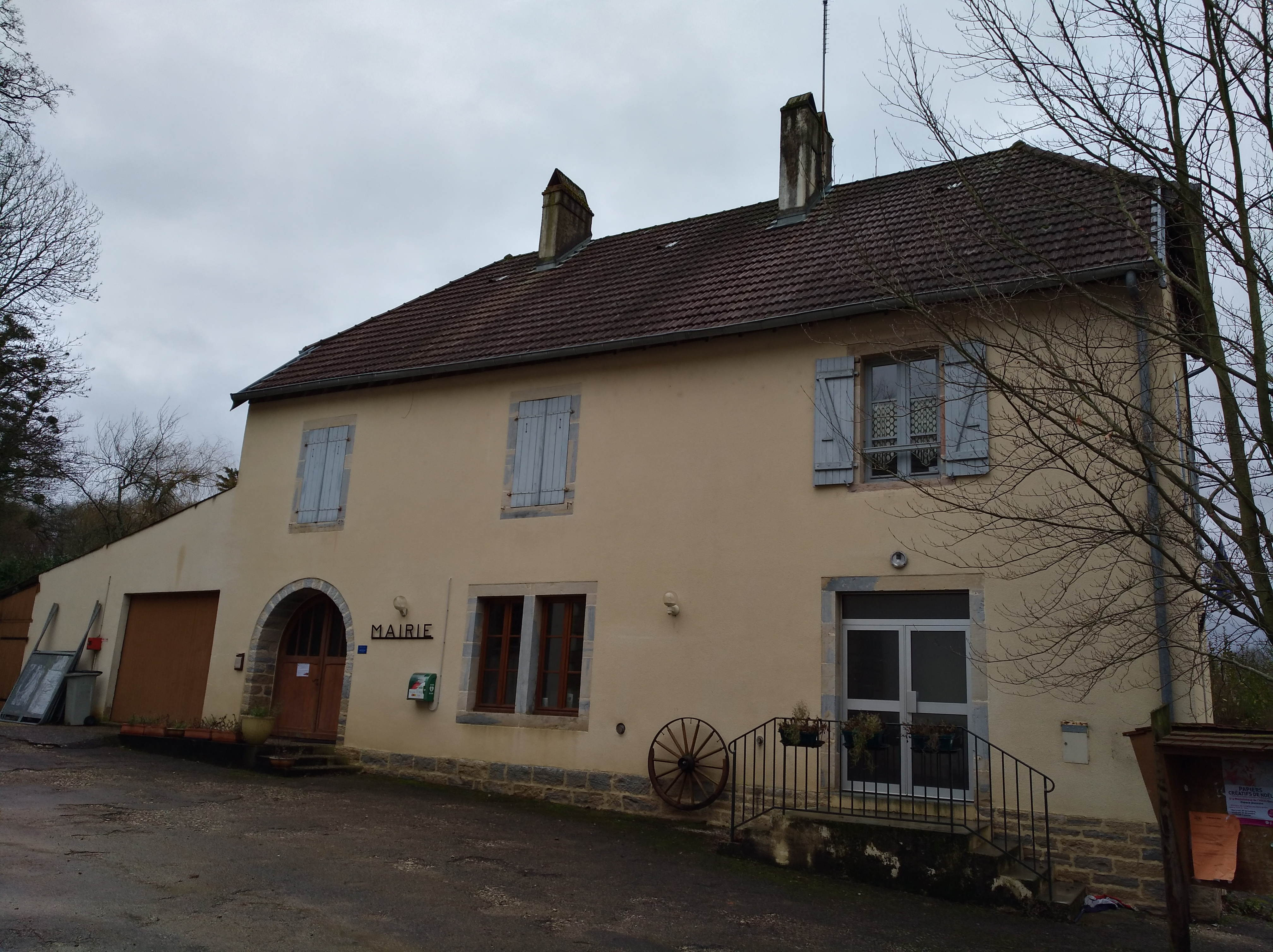
Mairie Éclans-Nenon
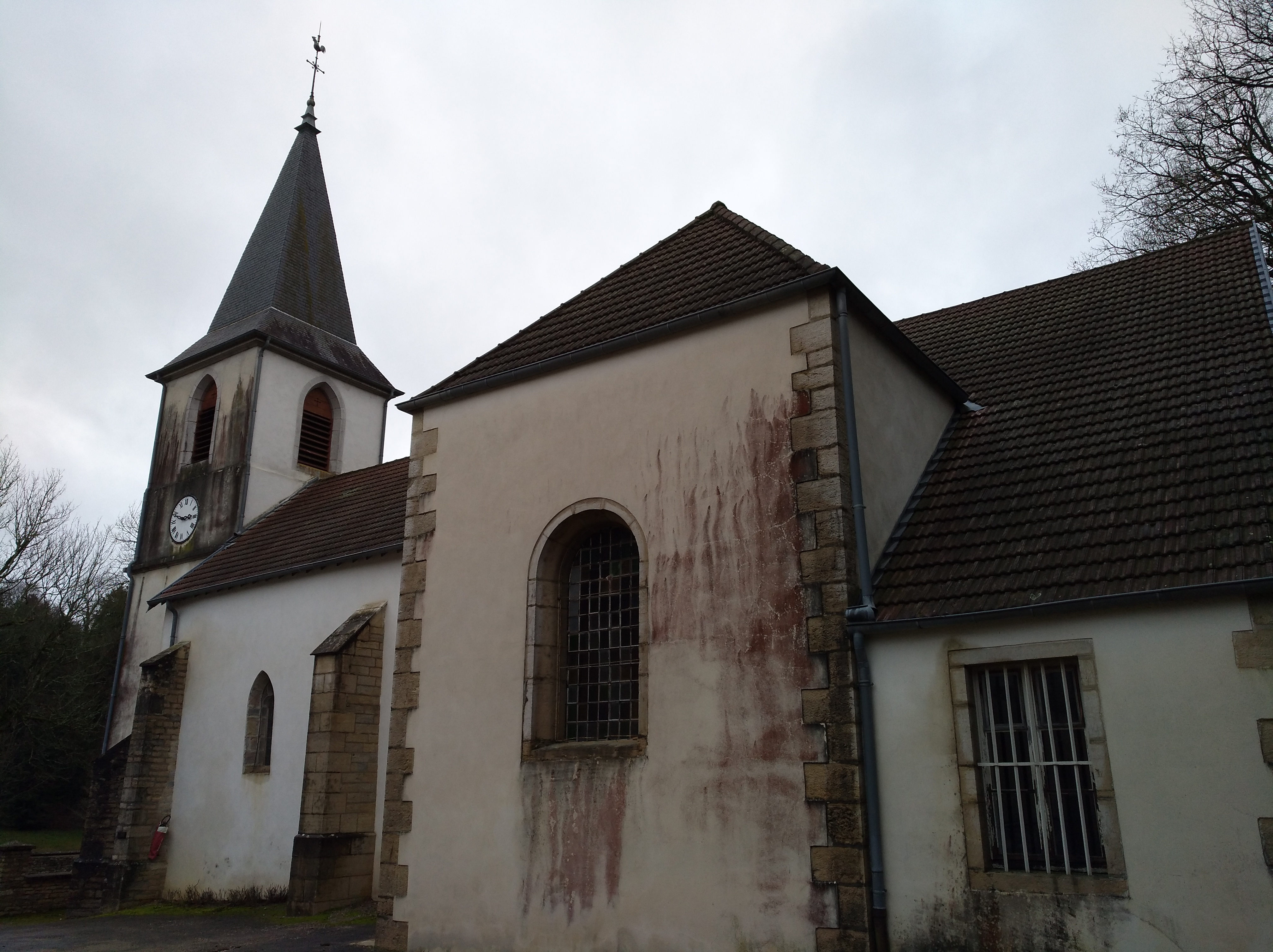
Kirche St. Peter und Paul